# Joanna Waga
Joanna Waga (ur. 2 lipca 1985 w Tarnowie) – polska piłkarka ręczna, zawodniczka Startu Elbląg grająca na pozycji rozgrywającej.

## Kluby
- Sośnica Gliwice
- Zgoda Ruda Śląska
- Piotrcovia Piotrków Trybunalski[1]
- Start Elbląg

## Sukcesy
- Udział w młodzieżowych Mistrzostwach Świata i Europy.